# 세라 미셸 겔러
세라 미셸 겔러(Sarah Michelle Gellar, 1977년 4월 14일 ~ )는 미국의 배우이다. ABC 연속극 《올 마이 칠드런》(1993-95)에 출연하면서 유망주로 부상했으며 이를 통해 1995년 제22회 데이타임 에미상 아역배우상을 수상하였다. WB/UPN 드라마 《뱀파이어 해결사》(1997-2003)에서 주인공 버피 서머스 역을 연기하며 전 세계에서 폭넓은 인지도를 얻었으며 2000년 제58회 골든 글로브상 텔레비전 드라마 시리즈 부문 여우주연상 후보에 올랐다.

## 출연 작품

### 영화
- 스크림 2 (1997)
- 나는 네가 지난 여름에 한 일을 알고 있다 (1997)
- 사랑보다 아름다운 유혹 (1999)
- 스쿠비 두 (2002)
- 스쿠비 두 2: 몬스터 대소동 (2004)
- 그루지 (2004)
- 사우스랜드 테일 (2006)
- 더 리턴 (2006)
- 닌자 거북이 TMNT (2007)
- 두 리벤지 (2022)

### 텔레비전
- 올 마이 칠드런 (1993-95, 2011)
- 뱀파이어 해결사 (1997-2003)
- 로봇 치킨 (2005-18) - 애니메이션
- 링거 (2011-12)
- 크레이지 원스 (2013-14)
- 스타워즈 반란군 (2015-16)